# Toxotomimus baladicus
Toxotomimus baladicus là một loài bọ cánh cứng trong họ Cerambycidae.